# Philippine Amateur Radio Association
Die Philippine Amateur Radio Association (PARA), deutsch „Philippinischer Amateurfunkverband“, ist die nationale Vereinigung der Funkamateure auf den Philippinen.

## Geschichte
Im Jahr 1922 entstand der Amateur Radio Club of the Philippines (ARCP), ein Vorläufer der heutigen PARA, und ging zwei Jahre später in die Philippine Radio Society auf, bevor am 27. November 1932 die Philippine Amateur Radio Association gegründet wurde. Der Schulleiter der philippinischen Schule für Kunst und Handel, Leon V. Grove, Amateurfunkrufzeichen KA1LG, war der  Gründungspräsident. Noch im selben Jahr wurde die PARA in die International Amateur Radio Union (IARU Region 3), die internationale Vereinigung von Amateurfunkverbänden, aufgenommen und vertritt seitdem dort die Interessen der Funkamateure des Landes.
Die PARA ist eine gemeinnützige Organisation für Amateurfunkbegeisterte auf den Philippinen. Sie unterstützt ihre Mitglieder, hilft bei technischen Fragen, veranstaltet Amateurfunkwettbewerbe (Contests) und vergibt Amateurfunkdiplome (Awards). Sie verfügt über ein eigenes QSL-Büro und vertritt die Interessen der Funkamateure im Lande vor nationalen und internationalen Behörden und Organisationen.
Ihr Hauptsitz befindet sich im Gebäude der National Telecommunications Commission (NTC) (entspricht der deutschen Bundesnetzagentur) in Quezon City.